# Джон Генрі Каннінгем
Джон Генрі Дакрс Каннінгем (англ. John Henry Dacres Cunningham; нар. 13 квітня 1885, Демерара — пом. 13 грудня 1962, Лондон) — британський воєначальник, адмірал флоту Королівського військово-морського флоту Великої Британії, учасник Першої та Другої світових воєн. Народився в британській колонії Гвіана. З 1900 року служив на кораблях Королівського флоту. За часів Першої світової війни бився на Середземному морі. У Другій світовій брав участь у Норвезькій кампанії, командував Середземноморським флотом у змаганнях проти італійських та німецьких сил. Перший морський лорд Британського адміралтейства (1946—1948). Помер у віці 77 років у Лондоні.

## Біографія

### Ранні роки
Військова кар'єра
- 14 січня 1900 — кадет ВМС
- 30 травня 1901 — мічман
- 30 липня 1904 — суб-лейтенант
- 30 жовтня 1905 — лейтенант
- 30 жовтня 1913 — лейтенант-командер
- 30 червня 1917 — командер
- 30 червня 1924 — капітан
- 1 січня 1936 — контрадмірал
- 30 червня 1939 — віцеадмірал
- 4 серпня 1943 — адмірал
- 21 січня 1948 — адмірал флоту

Джон Генрі Дакрс Каннінгем народився 13 квітня 1885 року в родині Генрі Гатта Каннінгема та Єлизабет Мері (уроджена Парк) у Демерарі, в Британській колонії в Гвіані. Освіту здобув у школі Стаббінгтон. У січні 1900 року поступив на службу кадетом до військово-морського флоту Великої Британії, навчався на навчальному кораблі «Британія». У червні 1901 року продовжив курс навчання мічманом на крейсері «Гібралтар» на станції мису Доброї Надії.
30 жовтня 1905 року після успішної здачі кваліфікаційних іспитів, Джон Генрі Каннінгем отримав диплом першого класу з усіх п'яти предметів і звання лейтенант. Згодом отримав кваліфікацію штурмана в навігаційній школі Королівського військово-морського флоту, а в травні 1906 року став помічником штурмана лінкора «Іластріас». У вересні 1906 року він отримав посаду старшого штурмана канонерського човна «Гебе», в січні 1908 року — крейсера «Індефатігебл» на Вест-Індській станції, а у квітні 1909 року — мінного загороджувача «Іфегеніа» Домашнього флоту. У 1910 році він пройшов курси інструкторів у навігаційній школі Королівського флоту. У травні 1911 року став штурманом на крейсері «Бервік» на Вест-Індській станції, а 30 жовтня 1913 року отримав звання лейтенант-командера.

### Перша світова війна
Під час Першої світової війни Каннінгем служив спочатку на «Бервікі», а потім, в липні 1915 року, був переведений на лінкор «Рассел», що діяв у Середземному морі. Зокрема, він пережив загибель свого лінкора, що у квітні 1916 року підірвався на мінах, встановлених німецьким підводним човном U-73 у водах Мальти. Після короткого відпочинку Каннінгема призначили старшим штурманом на лінійному крейсері «Рінаун» Великого флоту. У липні 1918 року він став штурманом лінійного корабля «Лайон» у Великому флоті.

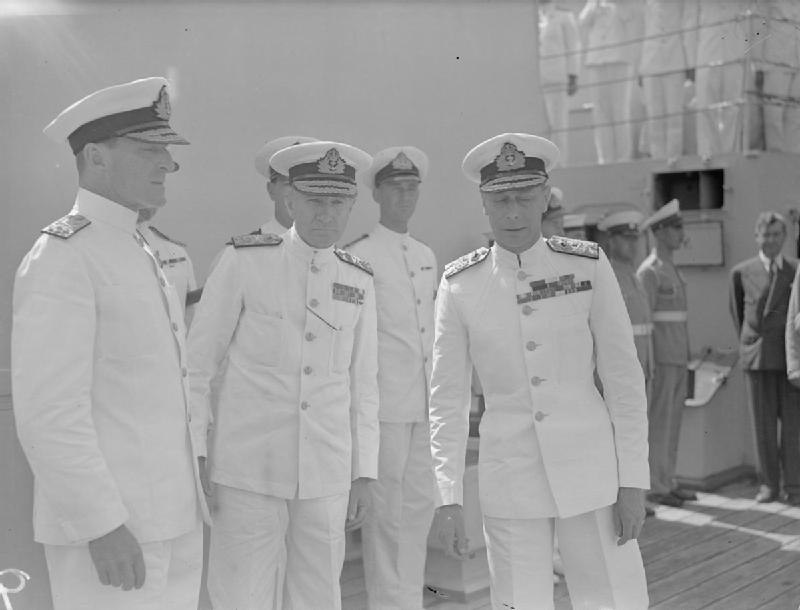
Джон Генрі Каннінгем (у центрі) з контрадміралом Джоном Менсфілдом та королем Георгом VI (праворуч)

Після війни Каннінгем знову служив інструктором, але в грудні 1919 року був призначений штурманом на щойно введеному в експлуатацію лінійному крейсері «Худ». Під час служби на «Худі» він став штурманом усієї ескадри лінійних крейсерів, якою на той час командував сер Роджер Кіз.
У квітні 1921 року він став начальником навігаційної школи, а у серпні 1923 року був призначений майстром флоту на «Квін Елізабет», флагманському кораблі адмірала сера Джона де Робека. 30 червня 1924 року Каннінгем отримав звання капітана, а 26 липня 1924 року нагороджений Королівським Вікторіанським орденом. У лютому 1925 року продовжив службу у Королівському військово-морському коледжі в Гринвічі. В січні 1928 року офіцер очолив свій перший бойовий корабель — мінний крейсер-загороджувач «Едвенчур». У грудні 1929 року він став заступником директора з планування британського Адміралтейства.
У вересні 1933 року Каннінгем призначений командиром лінкора «Резолюшн», флагманського корабля адмірала сера Вільяма Фішера, командувача Середземноморським флотом. У жовтні 1936 року він став помічником начальника військово-морського штабу і під час коронації 1937 року удостоєний ордена Лазні. Його обов'язки значно збільшилися, коли Повітряні сили флоту перейшли від Міністерства авіації до Адміралтейства, і у серпні 1937 року він був перепризначений помічником начальника штабу ВМС з флотської авіації. Дафф Купер, тодішній Перший лорд адміралтейства, усунув його з посади, оскільки вважав, що він не досягає успіху в управлінні повітряною складовою флоту, і, як він записав після війни, «не мав дуже високої думки про його здібності». З 19 серпня 1938 року Каннінгем отримав під командування 1-шу крейсерську ескадру Середземноморського флоту, з прапором на «Девоншир», а 30 червня 1939 року отримав звання віцеадмірала.

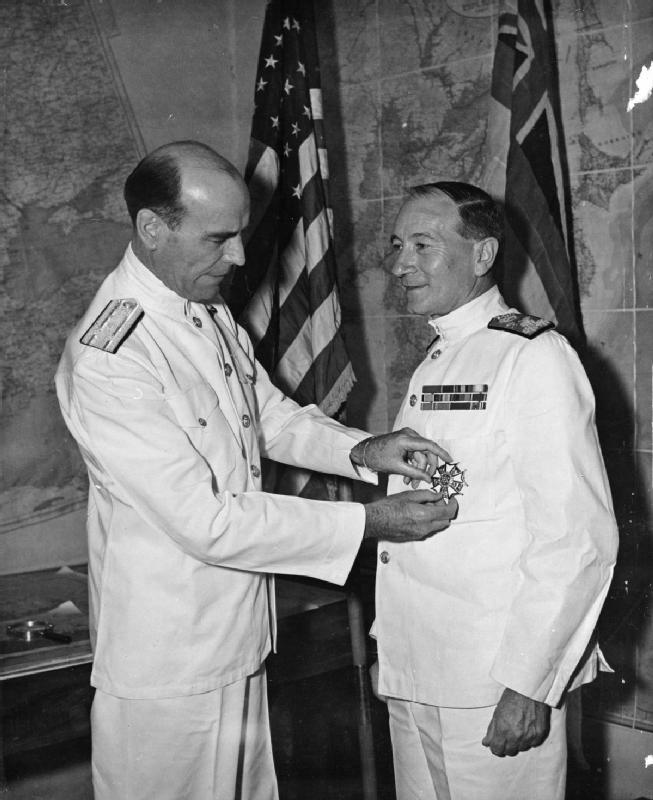
Нагородження адмірала Джона Каннінгема американським орденом «Легіону Заслуг»

### Друга світова війна
На початок Другої світової війни віцеадмірал Джон Каннінгем проходив службу у складі Середземноморського флоту. Крейсерська ескадра Каннінгема була переведена до метрополії для підсилення Домашнього флоту під командуванням адмірала сера Чарльза Форбса і залучалася до Норвезької кампанії. У травні 1940 року його кораблі брали участь в евакуації союзних військ з Намсоса, а наступного місяця переправив норвезького короля Гокона VII і його міністрів на борт «Девоншира», наказавши доставити їх до Сполученого Королівства. 8 червня, незабаром після виходу з Тромсе, британський авіаносець «Глоріос», есмінці «Ардент» і «Акаста», тральщик «Джуніпер» були атаковані й потоплені німецькими лінійними кораблями «Шарнгорст» та «Гнейзенау». 39 моряків, які пережили цю катастрофу, а потім два дні плавали на рятувальних плотах у холодному океані, були врятовані норвезькими кораблями на шляху до Фарерських островів. Аналіз цієї битви, підтверджений свідченнями очевидців з «Девонширу», дійшов висновку, що «Глоріос» передав радіосигнал про появу німецьких військових кораблів, але його прийняв лише «Девоншир». Каннінгем вжив заходів, щоб приховати повідомлення про отриманий сигнал, і зі своєю ескадрою продовжив свій шлях. Згідно з норвезьким звітом, на борту «Девонширу» був 461 пасажир, і Каннінгем показав повідомлення королю Хокону, який запитав, які були його накази: Каннінгем відповів: «Довезти вас безпечно до Англії». Пізніше король зазначив: «Я зрозумів, що це не подобається адміралу Каннінгему».
У вересні 1940 року Каннінгем очолював британсько-французькі сили в ході операції «Загроза», невдалої спроби захопити Дакар у Сенегалі (колишня Французька Західна Африка) як потенційну базу для тамтешніх сил Вільної Франції.
На початку 1941 року Каннінгем став Четвертим морським лордом і начальником управління постачання та транспорту. У червні 1943 року Каннінгем став командуючим сил Леванту, а 4 серпня 1943 року отримав звання повного адмірала. У грудні 1943 року він став командувачем Середземноморського флоту. На цей посаді керував висадкою морського десанту союзників в Анціо, а також у вересні 1944 року під час великої висадки в рамках операції «Драгун» на південному узбережжі Франції.
У травні 1946 року Джон Генрі Каннінгем змінив Ендрю Каннінгема на посаді Першого морського лорда. Будучи Першим морським лордом, він зосереджувався на реалізації політики уряду зі списання на металобрухт багатьох справних кораблів. 21 січня 1948 року отримав звання адмірала флоту до того, як пішов у відставку у вересні 1948 року. Після відходу з Королівського флоту Каннінгем став головою Іракської нафтової компанії і заступником лейтенанта Бедфордшира.
Адмірал Каннінгем був присутній на коронації королеви Єлизавети II у червні 1953 року. Він пішов у відставку з Іракської нафтової компанії в 1958 році і з посади заступника лейтенанта Бедфордшира в 1959 році. 13 грудня 1962 року адмірал флоту Джон Генрі Каннінгем помер у лікарні «Мідлсекс».

### Сім'я
8 березня 1910 року Джон Генрі Каннінгем одружився зі своєю двоюрідною сестрою Дороті Мей. У них було двоє синів, Джон і Річард; Джон став начальником пожежної бригади, а Річард — лейтенантом Королівського флоту в підводних силах. 
У серпні 1941 року лейтенант Річард загинув під час Другої світової війни під час бою на борту ПЧ HMS P33.